# Фредерик Джон Мерріан Стреттон
Фредерик Джон Мерріан Стреттон (англ. Frederick John Marrian Stratton; 16 жовтня 1881 — 2 вересня 1960) — англійський астроном, член Лондонського королівського товариства (1947).

## Наукова біографія
Родився в Бірмінгемі. У 1904 році закінчив Кіз-коледж Кембриджського університету. До 1928 року викладав у цьому коледжі математику і астрономію, з 1919 року був його керівником. З 1905 року працював також в обсерваторії Кембриджського університету, в 1913—1914 роках — заступник директора Обсерваторії сонячної фізики в Кембриджі. Упродовж 1928—1947 років — директор Обсерваторії сонячної фізики та професор астрономії Кембриджського університету.
Наукові праці присвячені дослідженню Сонця і нових зірок. У 1939 році спільно з В. Меннінгом опублікував атлас спектру Нової Геркулеса 1934, складений на основі спектрограм, отриманих у різних обсерваторіях, — єдиний атлас, що відображає зміни спектру нової зірки протягом тривалого часу. Активно вивчав інші нові — Нову Персея 1901, Нову Ящірки 1910, Нову Близнюків 1912. Брав участь у кембриджських експедиціях для спостереження сонячних затемнень — на Суматру (1926) і в Норвегію (1927). Очолював кембриджські експедиції в Сіам (1929), Канаду (1932) і Японію (1936) для спостереження сонячних затемнень. Під час спостережень в 1926 році спільно з К. Девідсоном отримав спектри хромосфери, які дозволили вперше ототожнити багато хромосферних ліній.
Генеральний секретар Міжнародного астрономічного союзу (1925—1935), генеральний секретар Міжнародної ради наукових союзів (1937—1952), президент Лондонського королівського астрономічного товариства (1933—1935), президент Кембриджського філософського товариства (1930—1931), член багатьох академій наук і наукових товариств.
Премія імені Жуля Жансена Французького астрономічного товариства (1952).
На його честь названі астероїд 1560 Стреттонія і кратер на Місяці.